# Erbach (Blies)
Der Erbach ist ein gut sechzehn Kilometer langer Bach im östlichen Saarland, der aus nordnordöstlicher Richtung kommend von links in die Blies mündet.

## Namen

### Herkunft des Namens
Die Bezeichnung Erbach kommt in Deutschland häufiger vor. Die Namensabstammung ist jedoch nicht gleich, sondern wird vom Eber oder von der Erle oder von einem Bach mit stärkerer Erdmitführung hergeleitet. Für den Erbach ist die erste Herleitung nachgewiesen, es handelt sich also um einen Bach, an dem „der Eber auffiel“. In einer Urkunde von 1346 werden die Orte „Vogelbach“, „Eberbach“ und „Homburg“ miteinander genannt, so dass die Schreibweise „Eberbach“ für „Erbach“ historisch belegt ist. Der Stadtteil Erbach der Stadt Homburg ist nach dem Bach benannt. 

### Umbenennung des Oberlaufs in „Zwerchalmbach“
Bei der Neuerstellung der Gewässerkarte des Saarlandes wurde um 2009 der Oberlauf des Erbachs vom Naßwald bis zur Einmündung des Ebersbachs in „Zwerchalmbach“ umbenannt. Ebenso wurde der historische Ebersbach in „Erbach“ umbenannt. Damit wurde der Lauf des Erbachs um rund 500 m nach Nordosten verschoben. Nach einem Beschluss des Stadtrates Homburg vom 21. März 2024 sollen die Umbenennungen des Erbachs und des Ebersbachs rückgängig gemacht werden.

## Geographie
Im Folgenden wird die historische Situation wiedergegeben, die nach einem Beschluss des Stadtrates Homburg auch künftig wieder Gültigkeit haben soll.

### Verlauf
Der Erbach entspringt im Naßwald zwischen Altbreitenfelderhof und Höchen und durchquert das Stadtgebiet von Homburg gut 16 km lang in südwestlicher Richtung. Er mündet in der Mastau bei Schwarzenbach in die Blies. Innerhalb der Kernstadt von Homburg befindet er sich auf einer Länge von etwa 2 km von der L120 (am Stadtpark) bis zur Entenmühlstraße in einem Tunnel.

### Zuflüsse
Der Bach hat in seinem Verlauf drei linke und fünf rechte Zuflüsse.
- Der Ebersbach entspringt am Neubreitenfelderhof und mündet in Jägersburg im Hammelstal von links in den Erbach.
- Ihm gegenüber mündet der Taubentalbach, der im oberen Taubental entspringt. Er erreicht den Erbach allerdings nur noch bei Starkwasser, da man an der Mündung ein Biotop angelegt hat, in dem das meiste ankommende Wasser versickert oder verdunstet.
- Der Eisenkautbach entspringt unterhalb des Jugendzeltplatzes Am Herrgottshübel und mündet kurz vor dem Schlossweiher von links.
- Der Felsbach entspringt im Naßwald, in der Nähe des Websweilerhofes, verläuft durch das Naturschutzgebiet am Pottaschbrunnen und mündet von rechts in den Brückweiher.
- Der Schmalaugraben entspringt am Mitnahmeparkplatz an der Autobahnauffahrt vor Kleinottweiler, unterquert die A 6 und mündet in der Schmalau von rechts in den Erbach.
- Der Erbacher Schmalaubach entspringt am Mitnahmeparkplatz vor Reiskirchen. Wie verschiedene Karten belegen, entspringt ein zweiter Quellbach jenseits der B 423 (Bexbacher Straße) im 2022 neu erschlossenen Industriegebiet „Zunderbaum 2“,[5][6] wird dann von der Bundesstraße unterbrochen und verläuft zusammen mit dem anderen Quellbach unterhalb der Magdeburger Straße entlang des Berliner Wohnparks und mündet am Schmalauweg von rechts in den Erbach.
- Der Reichersbach entspringt am Hundesportplatz in Sanddorf und mündet im Naturschutzgebiet Closenbruch bei Bruchhof von links in den Erbach. Der Karlsbergbach, ein linker Zufluss des Reichersbachs, bewässert das Naturschutzgebiet.

### Weiher
Während seines Verlaufs durchfließt er neben etlichen kleineren Weihern drei große Seen: Den Schlossweiher (1,7 Hektar), den Brückweiher (7,1 Hektar) und den mit einer Fläche von 7,4 Hektar größten dieser Seen, den Möhlwoog.

## Hydrologie
Seit 16. Dezember 2013 ist eine Pegelmessanlage der LUA Saarland installiert und aktiv. Sie befindet sich 1,63 km oberhalb der Mündung im Homburger Stadtteil Beeden. Der mittlere Abflusswert (MQ) beträgt 0,172 m³/s. Hinzu kommen 0,150 m³/s aus geklärten Abwässern der EVS – Homburg, sodass der Erbach bei der Mündung im Mittel 0,32 m³ Wasser führt.

## Renaturierung
Der Erbach diente früher als Abwasserkanal für Homburg und die Stadtteile Jägersburg, Websweiler, Altbreitenfelderhof, Erbach, Reiskirchen, Bruchhof, Sanddorf wie für Teile des Bexbacher Stadtteils Höchen und wurde daher mit Betonhalbschalen ausgebaut. Seit einiger Zeit ist er durch den Bau eines Parallelsammlers wieder abwasserfrei. Bis Ende 2012 sollte der Bach komplett renaturiert werden. Tatsächlich begann die Renaturierung erst im Januar 2017. Für die geplante B 423-Ortsumgehung Schwarzenbach/Schwarzenacker werden der Erbach und der Ebersbach in zwei Bauabschnitten auf einer Länge von 6 Kilometern renaturiert. Zwischen Schmalauweg und Berliner Straße wurden die Betonschalen im Erbach schon entfernt. Die Renaturierung des Ebersbachs ist schon abgeschlossen. Zurzeit wird der Bach zwischen Möhlwoog und der Autobahn im Bereich der Reiskircher Mühle renaturiert.

## Bildergalerie der durchflossenen Seen

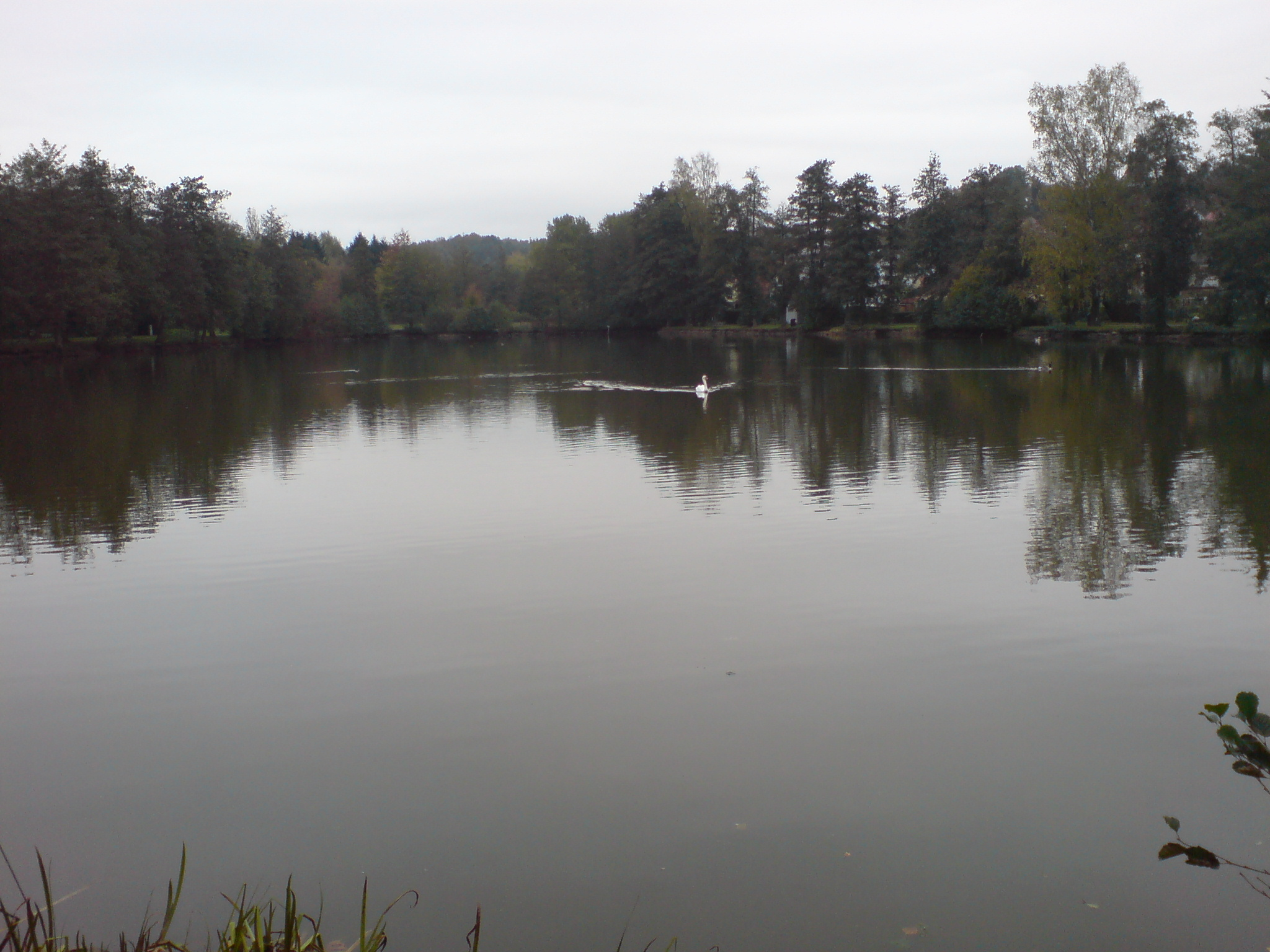
Der Schloßweiher an der Gustavsburg in Jägersburg
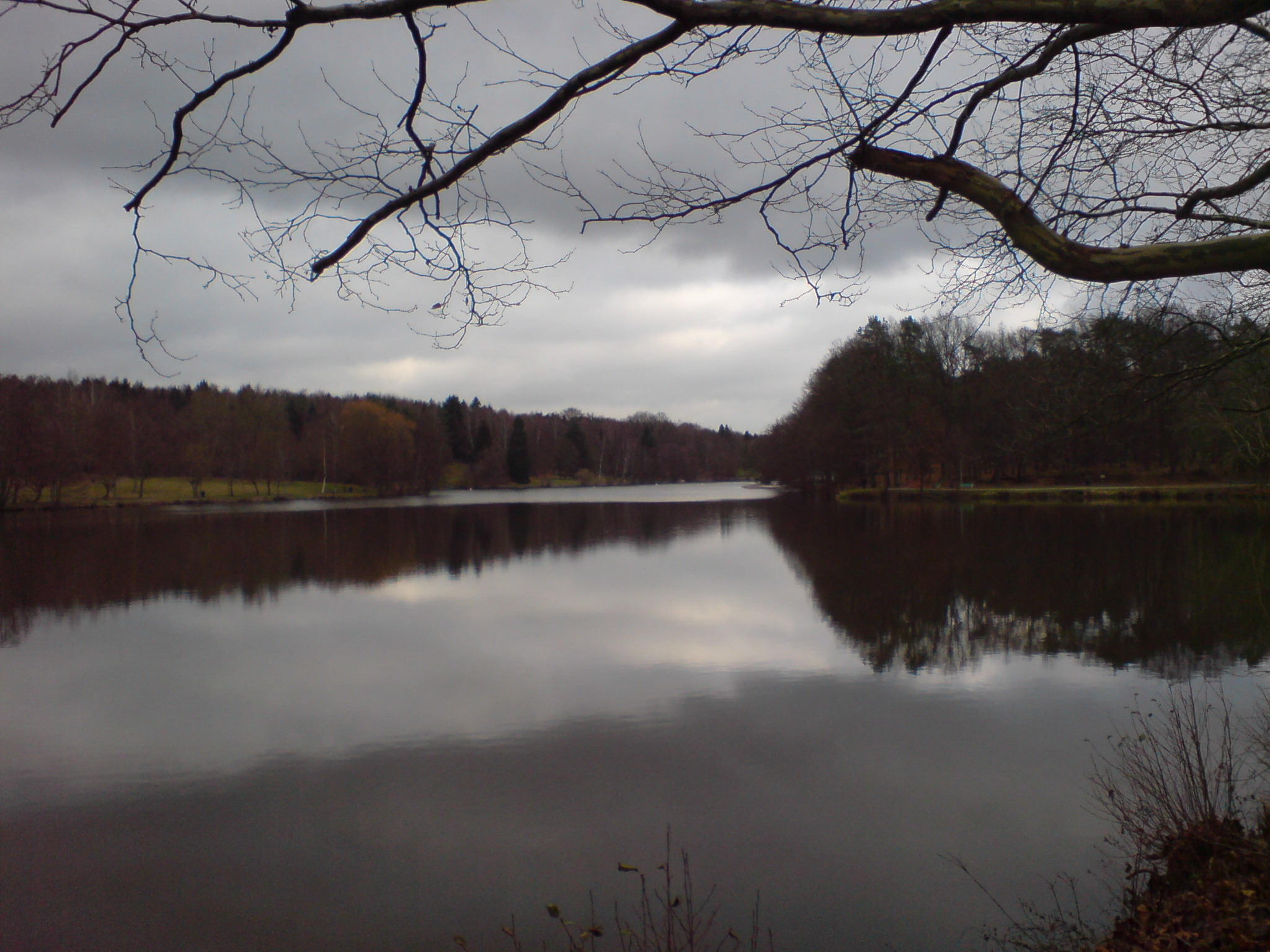
Der Brückweiher in Jägersburg
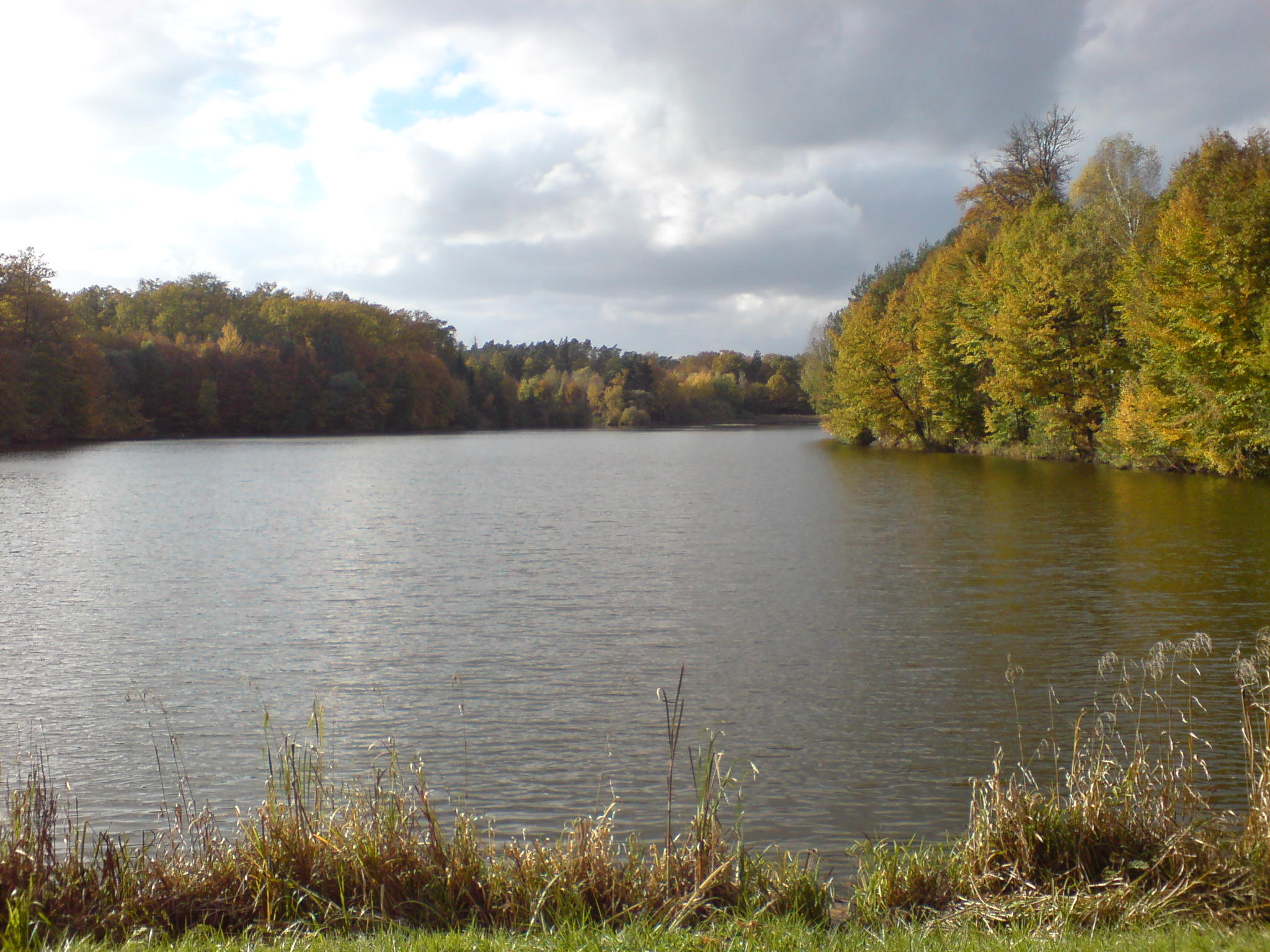
Der Möhlwoog im Eiskeller zwischen Jägersburg und Reiskirchen ist der größte See am Erbach